# Альтман, Тося
Тойба (Тося) Альтман (пол. Tosia Altman, 1918—1943) — участница восстания в Варшавском гетто, соратница Мордехая Анелевича, участница Еврейской боевой организации.
Тойба (Тося) Альтман родилась в Липно, в семье Гуткинда (Густава) и Мани Альтман. Была членом молодёжной социалистической сионистской организации Ха-шомер ха-цаир.
В подпольной организации еврейского сопротивления была курьером, поддерживала контакт с еврейскими группами сопротивления за пределами Варшавского гетто, распространяла запрещённые информационные и агитационные материалы. Затем также участвовала в контрабанде оружия на территорию гетто.
18 января 1943 г. ей удалось спастись, когда группа её соратников была захвачена гитлеровцами. Она переместилась в бункер на ул. Милой 18, и была одной из немногих выживших в сражении 8 мая, когда был убит Мордехай Анелевич. Несмотря на ранения в голову и ногу, а также отравление газом, смогла вместе с группой из 70 с лишним человек покинуть гетто 10 мая через канализацию. 24 мая на целлулоидном заводе, где она пряталась, вспыхнул пожар. Она получила тяжёлые ожоги и была схвачена польскими полицейскими, помещена в гестапо и вскоре умерла от ожогов, не получив медицинского ухода.
В телефильме 2001 г. «Восстание» её роль сыграла Лили Собески.